# Bataille du cap Béveziers (1707)
Pour les articles homonymes, voir Béveziers, Bataille du cap Béveziers et Bataille du cap Lizard.
Guerre de Succession d'Espagne
Batailles
Campagnes de Flandre et du Rhin
- Landau (1702)
- Friedlingen (1702)
- Kehl (1703)
- Ekeren (1703)
- Höchstädt (1703)
- Spire (1703)
- Schellenberg (Donauworth) (1704)
- Blenheim (1704)
- Landau (1704)
- Vieux-Brisach (1704)
- Eliksem (1705)
- Ramillies (1706)
- Stollhofen (1707)
- Cap Béveziers (1707)
- Cap Lizard (1707)
- Audenarde (1708)
- Wynendaele (1708)
- Lille (1708)
- Gand (1708)
- Malplaquet (1709)
- Douai (1710)
- Bouchain (1711)
- Denain (1712)
- Bouchain (1712)
- Douai (1712)
- Landau (1713)
- Fribourg (1713)

Campagnes d'Italie
- Carpi (1701)
- Chiari (1701)
- Crémone (1702)
- Luzzara (1702)
- Verceil (1704)
- Cassano (1705)
- Nice (1705-1706)
- Calcinato (1706)
- Turin (1706)
- Castiglione (1706)
- Toulon (1707)
- Gaeta (1707)
- Cesana (1708)
- Syracuse (1710)

Campagnes d'Espagne et de Portugal
- Cadix (1702)
- Vigo (navale 1702)
- Cap de la Roque (1703)
- Gibraltar (août 1704)
- Ceuta (1704) (es)
- Málaga (1704)
- Gibraltar (1704-1705)
- Marbella (1705)
- Montjuïc (1705)
- Barcelone (1705)
- Badajoz (1705)
- Barcelone (1706)
- Murcie (1706) (es)
- El Albujón (1706) (es)
- Santa Cruz de Ténérife (1706) (en)
- Almansa (1707)
- Xàtiva (1707)
- Ciudad Rodrigo (1707) (en)
- Lérida (1707)
- Tortosa (1708)
- Minorque (1708)
- Gudiña (1709)
- Almenar (1710)
- Saragosse (1710)
- Brihuega (1710)
- Villaviciosa (1710)
- Barcelone (1713-1714)

Campagnes de Hongrie
- Saint-Gotthard (1703) (en)
- Biskupice (1704) (en)
- Smolenice (1704) (en)
- Koroncó (1704) (en)
- Zsibó (1705) (en)
- Saint-Gotthard (1705) (en)
- Trenčín (1708) (en)

Antilles et Amérique du sud
- Santa Marta (1702)
- Guadeloupe (1703)
- Nassau (1703)
- Colonia del Sacramento (1704)
- Carthagène (1708)
- Rio (1710)
- Carthagène (1711)
- Rio (1711)
- Cassard (1712)

La bataille du cap Béveziers ou bataille de Beachy Head est une bataille navale opposant, le 2 mai 1707 (le 13 mai dans le calendrier julien), au cours de la guerre de Succession d'Espagne, une flotte française commandée par Claude de Forbin à un convoi anglais et son escorte commandé par le Baron Wylde. L'affrontement se solde par une large victoire française, avec la prise de deux des trois vaisseaux de l'escorte et de 21 des 52 navires marchands.

## Déroulement
Le 1er mai 1707, un grand convoi en partance pour les Antilles appareille des Downs sous la protection de trois navires de ligne. 18 milles nautiques à l'ouest de Beachy Head, le convoi rencontre l'escadre française de Dunkerque, commandée par Claude de Forbin et composée de sept navires de ligne et de six corsaires. La bataille débute par l'attaque par trois navires français : La Dauphine, Blackoal et Griffon, du HMS Hampton Court (en). Wylde fait alors entrer cinq des plus grands navires marchands dans sa ligne de bataille et affronte l'assaut français. Pendant deux heures et demie, un feu nourri est échangé entre les deux escadres. Après un combat désespéré, le HMS Hampton Court, son commandant tué, est pris à l'abordage par les équipages de La Dauphine et du Griffon et baisse son pavillon. La Dauphine, attaque alors le HMS Grafton (en) et, rejointe par le Blackoal (en) et le Fidèle, l'aborde et le capture après une demi-heure d'un violent combat au cours duquel le commandant anglais Edward Acton et une large partie des membres de son état-major périrent. Le HMS Royal Oak (en), commandant l'escadre anglaise, est violemment pris à partie, dès le début de l'engagement, par Le Mars du Comte de Forbin mais oppose une farouche résistance. Après plusieurs heures de manœuvres et de combats, très endommagé et la cale remplie d'eau, le Royal Oak parvient à grand-peine à s'échapper vers le rivage avant de rejoindre les Downs.

## Ordre de bataille
| Escadre de Dunkerque, commandée par Claude de Forbin. - Le Mars, 60 canons, chevalier de Forbin ; - La Dauphine, 56 canons, comte de Roquefeuil ; - Le Fidèle, 56 canons, baron d'Arey ; - Blackoal (en), 54 canons, de Tourouvre ; - Salisbury (en), 50 canons, chevalier de Vezins ; - Griffon, 50 canons, chevalier de Nangis ; - Protée, 50 canons, comte d'Illiers ; - 6 navires corsaires |  | - HMS Royal Oak (en), 76 canons, commodore Wylde ; - HMS Hampton Court (en), 70 canons, capitaine George Clements, capturé ; - HMS Grafton (en), 70 canons, capitaine Edward Acton, capturé ; |

### Sources et bibliographie
: document utilisé comme source pour la rédaction de cet article.
- (en) Tobias George Smollett, The history of England from the Revelution in 1698 to the death of George II, vol. 2, Londres, C. Corrall, 1811 (lire en ligne), p. 198
- (en) Joseph Allen, Battles of the British Navy : from A.D. 1000 to 1840, vol. 1, Bell & Daldy publishing (ASIN B00087UD9S).
- (en) Duncan Haws et Alexander Anthony Hurst, The Maritime History of the World : A Chronological Survey of Maritime Events from 5,000 B.C. Until the Present Day, vol. I, 1985, 278 p. (ISBN 978-0-903662-10-9).
- Onésime-Joachim Troude, Batailles navales de la France, vol. I. [réf. incomplète]